# Lalinac (gmina Svrljig)
Lalinac (cyr. Лалинац) – wieś w Serbii, w okręgu niszawskim, w gminie Svrljig. W 2011 roku liczyła 303 mieszkańców.